# Маргарита Чомакова
Маргарита Чомакова е българска състезателка по фехтовка. Тя е избрана сред 10-те най-добри фехтовачи за 2011 година от Българската федерация по фехтовка.

## Биография
Родена е на 27 ноември 1988 година в София.
Живее в щата Охайо, САЩ. Тренира в една от най-престижните световни академии в този спорт, неин личен треньор е баща ѝ Георги Чомаков.
Спортистката има бронзов медал от Европейското първенство по фехтовка в Прага през 2007 година. От 2009 година се състезава за националния отбор на България. Става 2 пъти републикански шампион на България, както и носител на купата на България за сезон 2011/2012 година.
На квалификационен турнир, проведен в Братислава (Словакия), спечелва квота на сабя за Олимпийските игри в Лондон през 2012 г. Тя е единствената българка, която представя България на олимпийските игри по фехтовка, след 16-годишно отсъствие на българската фехтовка на олимпийската сцена.